# Liostraca concolor
Liostraca concolor är en skalbaggsart som beskrevs av Ernst Gustav Kraatz 1893. Liostraca concolor ingår i släktet Liostraca och familjen Cetoniidae. Inga underarter finns listade i Catalogue of Life.